# Vår Frus katolska församling, Västerås
Vår Frus katolska församling är en romersk-katolsk församling i Västerås och Köping. Församlingen tillhör Stockholms katolska stift.
I församlingen ingår Vår Frus katolska kyrka i Västerås och Sankt Josefs kyrka i Köping.